# حکیم سمرقندی
اسحاق بن محمد بن اسماعیل بن ابراهیم بن زید، مشهور به حکیم سمرقندی و ابوالقاسم حکیم سمرقندی حکیم، متکلم، قاضی و عالم حنفی ماوراءالنهر در اواخر سدهٔ سه و نیمهٔ نخست سدهٔ چهار هجری قمری بود. او از پیروان و شاگردان ابومنصور ماتریدی بود و در بخارا به فرمان امیراسماعیل سامانی رسالهٔ السوادالاعظم (قاهره، ۱۲۵۳ق) را در اصول عقاید و کلام به عربی نوشت. به خواست امیر اسماعیل سامانی این کتاب به فارسی نیز ترجمه می‌شود. ترجمهٔ این اثر از کهن‌ترین متون کلامی و نثر فارسی به‌شمار می‌رود. حکیم سمرقندی در شکل‌گیری عقاید و تعالیم زاهدانهٔ حنفیان نقطهٔ عطفی به‌شمار می‌آید و اعتقادنامهٔ او با عنوان السواد الاعظم تا مدتها تبیین کنندهٔ اعتقادات بسیاری از حنفیان بود. با وجود این از زندگینامهٔ او مطالب بسیار کمی در دسترس است. او احتمالاً در سمرقند تولد و رشد یافت. در جوانی به بلخ رفت و به شاگردی ابوبکر وراق ترمذی درآمد و علوم متداول نقلی، عقلی، کلام و طریقت و تصوف را که از عرفای برجستهٔ زمان خود از وی آموخت و در آنها چیره‌دست شد. حکیم سمرقندی به حدیث و روایت نیز تسلط داشت. او در نیمهٔ دوم عمر خود به سمرقند بازگشت و شاگردانی را در کلام و طریقت تربیت کرد. او به عنوان حکیمی اهل طریقت و در عین حال متکلم و فقیهی صاحبنظر در دیار خود شناخته می‌شد. از مواردی که می‌توان به عنوان اختلاف نظر میان باورهای حکیم سمرقندی و استادش ماتریدی برشمرد، مسئلهٔ مخلوق بودن یا نبودن ایمان است. ماتریدی به مخلوق بودن ایمان نظر داشته‌است درصورتی حکیم سمرقندی ایمان را غیر مخلوق می‌دانست و به صراحت مخالفان این عقیده را اهل بدعت می‌شمرد.
از او تألیفاتی بر جای مانده‌است از جمله کتاب السوادالاعظم و رساله فی الایمان جزء من العمل ام‌لا که رساله‌ای در تأیید نظریهٔ ارجاء حنفی است و به حکیم سمرقندی نسبت داده شده‌است.